# Humam Tariq
Humam Tariq Faraj Na'oush (Baghdad, 10 febbraio 1996) è un calciatore iracheno, attaccante o centrocampista dell'Al-Talaba e della nazionale irachena.

## Carriera

### Club
Gioca nella massima serie irachena dal 2011; dopo aver segnato 3 reti nel suo primo campionato (ed un gol nella Coppa araba per club sempre nella stessa stagione), ha segnato un altro gol nella stagione 2012-2013, nella quale ha vinto il premio di giocatore iracheno dell'anno. Lascia la squadra con un totale di 46 presenze e 21 gol nella massima serie irachena.
Nel 2014 dopo un breve periodo senza presenze all'Al-Ahli (con cui vince campionato e coppa nazionale senza però mai giocare in partite ufficiali) passa all'Al Dhafra, squadra degli Emirati Arabi Uniti, con cui esordisce nella massima serie locale, nella quale segna 2 reti in 20 presenze.
Nel 2015 torna a giocare in patria all'Al Quwa Al Jawiya, con cui nel 2016 gioca 10 partite in AFC Cup. Nella stagione 2015-2016 vince inoltre la Coppa dell'Iraq, mentre nella stagione 2016-2017 gioca altre 8 partite in AFC Cup.
Nell'estate del 2018 si trasferisce in Iran all'Esteghlal; a fine stagione si trasferisce all'Ismaily, club della prima divisione egiziana, con cui nella stagione 2019-2020 realizza una rete in 24 presenze nella prima divisione egiziana. Fa poi ritorno all'Al Quwa Al Jawiya, con cui nella stagione 2020-2021 realizza 3 reti nella prima divisione irachena. Nel 2022 va a giocare all'Al-Mu'aidar, club della seconda divisione del Qatar, con cui realizza 2 reti in 14 partite di campionato giocate. Dopo una sola stagione (in cui peraltro vince il campionato) fa ritorno all'Al Quwa Al Jawiya, con cui nella stagione 2023-2024 gioca altre 4 partite in AFC Champions League. Nell'estate del 2024 si trasferisce all'Al-Talaba, altro club della prima divisione irachena.

### Nazionale

#### Giovanili
Ha partecipato al Campionato asiatico di calcio Under-19 2012, chiuso dalla sua nazionale al secondo posto dopo la finale persa ai rigori contro la Corea del Sud; in seguito a questo risultato, la sua nazionale si è qualificata ai Mondiali Under-20 del 2013, nei quali gioca da titolare in tutte e 3 le partite della fase a gironi, negli ottavi di finale contro il Paraguay, nei quarti di finale vinti dopo i calci di rigore contro la Corea del Sud e nella semifinale persa ai calci di rigore contro l'Uruguay.
Il 14 settembre 2014 gioca da titolare con l'Under-23 nella partita vinta per 3-0 contro i pari età del Nepal nei Giochi Asiatici.
Nel 2015 partecipa alla Coppa d'Asia AFC Under-23, nella quale l'Iraq arriva terzo ottenendo quindi la qualificazione alle Olimpiadi di Rio de Janeiro.
Nel 2016 viene convocato per i Giochi Olimpici, nei quali scende in campo in tutte e 3 le partite disputate dalla sua nazionale, che conclude la fase a gironi al terzo posto con tre pareggi in altrettanti incontri.

#### Nazionale maggiore
Nel dicembre 2012 ha esordito con la nazionale maggiore in una partita amichevole con la Tunisia; è stato il giocatore più giovane nella storia della Nazionale mediorientale. Sempre con la nazionale maggiore ha partecipato nel gennaio 2013 alla Coppa delle nazioni del Golfo, chiusa al secondo posto, oltre che ad alcune partite di qualificazioni alla Coppa d'Asia ed ai Mondiali del 2014. Nel 2014 segna 4 gol in 7 partite con l'Under-23 nei Giochi Asiatici in Corea del Sud. A partire dall'inverno 2012 gioca stabilmente come titolare anche nella nazionale maggiore, con cui nel 2015 partecipa alla Coppa d'Asia. In questa manifestazione gioca una partita e l'Iraq arriva fino alla semifinale, che perde per 2-0 contro la Corea del Sud. Viene convocato per la Coppa d'Asia 2019.

## Statistiche

### Cronologia presenze e reti in nazionale
| Cronologia completa delle presenze e delle reti in nazionale ― Iraq | Cronologia completa delle presenze e delle reti in nazionale ― Iraq | Cronologia completa delle presenze e delle reti in nazionale ― Iraq | Cronologia completa delle presenze e delle reti in nazionale ― Iraq | Cronologia completa delle presenze e delle reti in nazionale ― Iraq | Cronologia completa delle presenze e delle reti in nazionale ― Iraq | Cronologia completa delle presenze e delle reti in nazionale ― Iraq | Cronologia completa delle presenze e delle reti in nazionale ― Iraq |
| Data                                                                | Città                                                               | In casa                                                             | Risultato                                                           | Ospiti                                                              | Competizione                                                        | Reti                                                                | Note                                                                |
| ------------------------------------------------------------------- | ------------------------------------------------------------------- | ------------------------------------------------------------------- | ------------------------------------------------------------------- | ------------------------------------------------------------------- | ------------------------------------------------------------------- | ------------------------------------------------------------------- | ------------------------------------------------------------------- |
| 08-01-2019                                                          | Abu Dhabi                                                           | Iraq                                                                | 3 – 2                                                               | Vietnam                                                             | Coppa d'Asia 2019 - 1º turno                                        | 1                                                                   | 58’                                                                 |
| 12-01-2019                                                          | Sharjah                                                             | Yemen                                                               | 0 – 3                                                               | Iraq                                                                | Coppa d'Asia 2019 - 1º turno                                        | -                                                                   | 55’                                                                 |
| 16-01-2019                                                          | Dubai                                                               | Iran                                                                | 0 – 0                                                               | Iraq                                                                | Coppa d'Asia 2019 - 1º turno                                        | -                                                                   |                                                                     |
| 22-01-2019                                                          | Abu Dhabi                                                           | Qatar                                                               | 1 – 0                                                               | Iraq                                                                | Coppa d'Asia 2019 - Ottavi di finale                                | -                                                                   | 36’                                                                 |
| 15-06-2021                                                          | Arad                                                                | Iran                                                                | 1 – 0                                                               | Iraq                                                                | Qual. Mondiali 2022                                                 | -                                                                   | 12’ 67’                                                             |
| Totale                                                              |                                                                     | Presenze                                                            | 5                                                                   |                                                                     | Reti                                                                | 1                                                                   |                                                                     |

## Palmarès

### Club

#### Competizioni nazionali
- Campionato emiratino: 1

Al-Ahli: 2013-2014
- Etisalat Emirates Cup: 1

Al-Ahli: 2013-2014
- UAE Super Cup: 1

Al-Ahli: 2014
- Dawri Al-Nokhba: 1

Al Quwa Al Jawiya: 2016-2017
- Coppa dell'Iraq: 2

Al Quwa Al Jawiya: 2015-2016, 2020-2021
- Campionato qatariota di seconda divisione: 1

Al-Mu'aidar: 2022-2023

#### Competizioni internazionali
- Coppa dell'AFC: 2

Al Quwa Al Jawiya: 2016, 2017

### Nazionale
- Giochi asiatici: 1

2014

### Individuale
- 2012 Iraqi Football Player of the Year[4]
- Miglior giocatore nelle qualificazioni asiatiche alla Coppa del Mondo Militare[5]